# Xavier Cornellana i Mangues
Xavier Cornellana i Mangues (Agramunt, 14 de març de 1980) és professor de música de secundària i instrumentista de tenora a la Flama de Farners.
Inicia els estudis musicals a l'escola municipal de música d'Agramunt a l'edat de set anys. Estudia tenora des dels vuit anys amb els mestres Joan Farreny, Josep Gispert i Jaume Vilà. Guanyador als disset anys de la IV beca Josep M. Bernat per a joves instrumentistes de cobla. Als vint-i-dos acaba el Títol Superior de tenora obtenint el Premi d'Honor de Grau Superior al Conservatori del Liceu. Ha estat membre de les cobles Riella, Ressò, Tàrrega, contemporània, la Principal de la Llobregat i actualment toca a la Cobla la Flama de Farners i és professor de música en un institut de Girona, on actualment resideix.